# C2C: Country to Country
C2C: Country to Country es un festival de música country que se celebra en Europa todos los años desde 2013. Se celebró por primera vez en Londres del 16 al 17 de marzo de 2013. El festival fue el primer evento de música country de varios días en el Reino Unido, desde la desaparición del popular Festival Internacional de Música Country, que se celebró en Wembley Arena y fue presentado por Mervyn Conn. El evento fue desarrollado conjuntamente por el O2 Arena y SJM Concerts, en colaboración con Country Music Association.
En 2013, se anunció que el festival se celebraría en 3Arena en Dublín del 14 al 15 de marzo de 2014.
El festival se expandió aún más a Europa, agregando fechas adicionales en Suecia y Noruega en 2015, y los Países Bajos, Alemania y Australia en 2019.
A partir del festival de 2015, se creó la estación de radio emergente BBC Radio 2 Country, que funciona durante 4 días, incluida una transmisión en vivo de las principales actuaciones en el escenario.
Desde 2016, el festival ha durado tres noches.
En 2018, Milly Olykan recibió el Premio Internacional Jo Walker-Meador de Country Music Association por su papel en ayudar a los conciertos de AEG a desarrollar C2C. El premio reconoce los logros sobresalientes de una persona en la defensa y el apoyo al desarrollo de marketing de la música country en territorios fuera de los Estados Unidos.

## Lugares

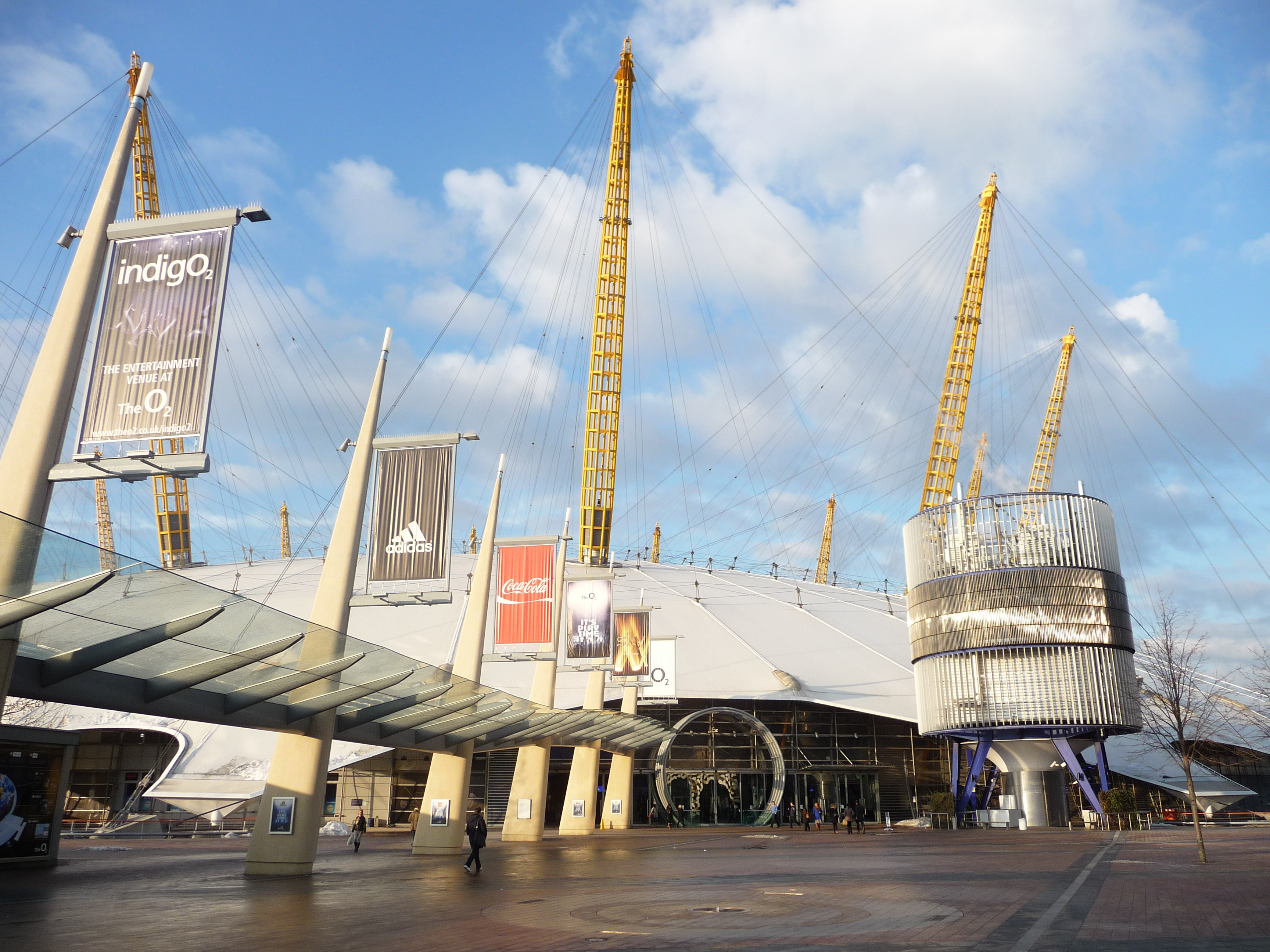
El festival se ha celebrado en el O2 Arena desde sus inicios.

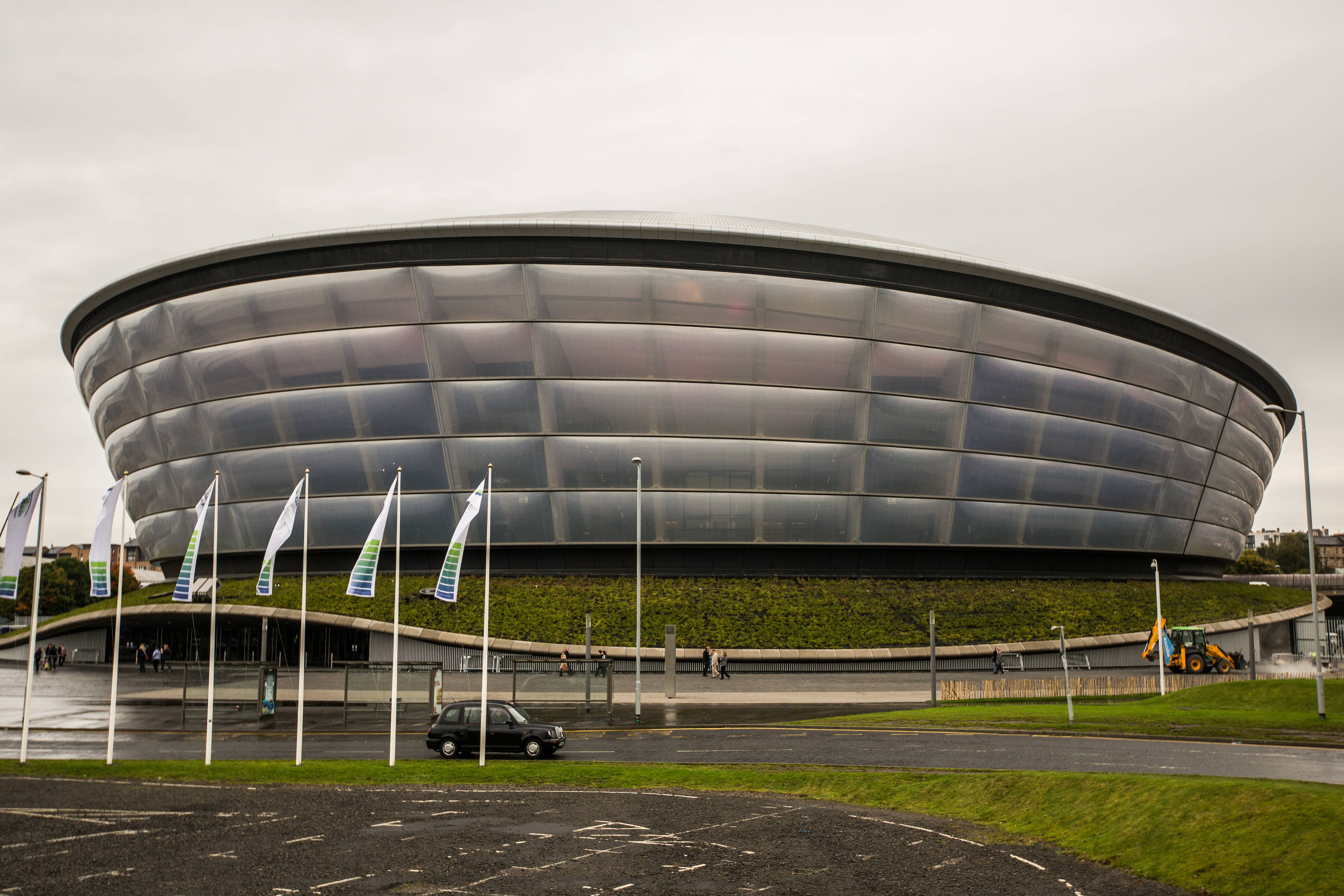
C2C se mejoró a SSE Hydro debido a su mayor capacidad.

| Lugar                | Ciudad/País             | Años          |
| -------------------- | ----------------------- | ------------- |
| O2 Arena             | Londres, Reino Unido    | 2013-presente |
| 3Arena               | Dublín, Irlanda         | 2014-presente |
| SSE Hydro            | Glasgow, Escocia        | 2018-presente |
| Clyde Auditorium     | Glasgow, Escocia        | 2016-2017     |
| Spektrum             | Oslo, Noruega           | 2015-2016     |
| The Globe            | Estocolmo, Suecia       | 2015          |
| Hovet                | Estocolmo, Suecia       | 2016          |
| AFAS Live            | Ámsterdam, Países Bajos | 2019-presente |
| Verti Music Hall     | Berlín, Alemania        | 2019-presente |
| Qudos Bank Arena     | Sídney, Australia       | 2019          |
| Entertainment Centre | Brisbane, Australia     | 2019          |

## Hechos del festival
- Desde el evento inaugural, el festival ha sido organizado en Londres por BBC Radio 2 presentador Bob Harris.
- Little Big Town son el primer acto en tocar en el festival tres veces. Después de aparecer en el evento inaugural de 2013, regresaron en 2016 y encabezaron en 2018. Fueron seguidos por Darius Rucker quien actuó en 2013, 2017 y encabezó en 2019.
- Carrie Underwood fue el primer acto en encabezar el festival dos veces (2013 y 2016), con Brad Paisley y Zac Brown Band regresando por segunda vez en 2017 (después de haber encabezado previamente 2014). Tim McGraw, quien encabezó en 2013, actuó en un espacio de coencabezado junto a su esposa Faith Hill en 2018. Lady Antebellum encabezó en 2015 y 2019 mientras que Eric Church encabezó en 2016 y 2020.
- Otros actos que han actuado en el escenario principal durante varios años son Brantley Gilbert (2013 y 2015),  Chris Young (2014 y 2017), Kip Moore (2015 y 2018), Kacey Musgraves (2016 y 2018), Chris Stapleton (2016 y 2019), Cam (2017 y 2019), Hunter Hayes (2017 y 2019) y Luke Combs (2018 y 2020). Kristian Bush, quien tocó en el festival inaugural de 2013, y Jennifer Nettles, quien actuó en 2017, aparecieron juntos como Sugarland en 2018.
- Jennifer Nettles fue la primera artista en tocar el escenario principal en años consecutivos, apareciendo como solista en 2017 y como parte de Sugarland en 2018.
- Sam Hunt fue el primer artista en pasar del Satellite Stage (en 2015) al Main Stage (en 2016), seguido de Maren Morris (que actuó en el Yamaha Music Stage en 2016, y actualizado al escenario principal en 2017) y luego Drake White y Ashley McBryde (que tocaron en el escenario Spotlight en 2017 y 2018 respectivamente antes de tocar en el escenario principal en 2019).  Old Dominion y Ashley Campbell se actualizaron de los escenarios emergentes en 2016 al escenario principal y al escenario Spotlight respectivamente en 2018. Charles Esten actuó en el Yamaha Music Stage en 2016 y tocó en el escenario principal en 2020. Abby Anderson y Runaway June fueron promocionados al escenario principal en 2020 después de sus actuaciones en Spotlight Stage de 2018.
- En 2019, Catherine McGrath se convirtió en la primera artista country del Reino Unido en actuar en el escenario principal cuando se unió a Hunter Hayes en Londres para su dueto de «Don't Let Me Forget». En 2020, The Shires se habría convertido en el primer acto del Reino Unido en realizar un escenario principal completo, si el festival no se hubiera cancelado debido a la pandemia de COVID-19.
- El festival ha acogido a tres miembros del Salón de la Fama de la Música Country: Vince Gill, Reba McEntire y Emmylou Harris y quince miembros del Grand Ole Opry: Luke Combs, Dierks Bentley, Vince Gill, Emmylou Harris, Little Big Town, Martina McBride, Reba McEntire, Old Crow Medicine Show, Brad Paisley, Rascal Flatts, Dustin Lynch, Darius Rucker, Marty Stuart, Carrie Underwood y Keith Urban.

## Lineups

### 2013
- Tim McGraw
- Vince Gill
- Little Big Town
- Kristian Bush
- Carrie Underwood
- Darius Rucker
- LeAnn Rimes
- Brantley Gilbert
- Ags Connolly
- Alan West
- Dean Owens
- James Riley
- Jill Johnson
- Raevennan Husbandes
- Raintown
- Robert Vincent
- The Good Intentions
- The Robbie Boyd Band

### 2014
- Zac Brown Band
- Dixie Chicks
- Dierks Bentley
- Martina McBride (solo Londres)
- Brad Paisley
- Rascal Flatts
- Chris Young
- The Band Perry
- Alan West
- Amelia Curran
- Ann Doka
- Carolynne Poole
- Dexeter
- Dirty Beggars
- Emma Jade
- Frankie Davies
- Gary Quinn
- Hannah Jane Lewis
- Hometown Show
- Jessica Clemmons
- Jill & Kate
- Lisa Marie Fischer
- Lisa Redford
- Luke & Mel
- Maria Byrne
- Tim McKay
- Raintown
- Star Lane
- Stephen Kellogg
- Stevie Agnew
- Striking Matches
- The Diablos
- The Shires
- The Sonny Walters Band
- Thorne Hill
- Tom Wright
- Ward Thomas

### 2015
- Luke Bryan
- Florida Georgia Line
- Lee Ann Womack
- Brandy Clark (Londres y Dublín)
- Doug Seegers (Estocolmo y Oslo)
- Lady Antebellum
- Jason Aldean
- Brantley Gilbert
- Kip Moore
- Sam Hunt
- Sam Palladio
- The Shires
- Ward Thomas

### 2016
- Carrie Underwood
- Lauren Alaina
- Jill Johnson
- Pauper Kings
- Miranda Lambert
- Dwight Yoakam
- Thomas Rhett
- Ashley Monroe (Dublín y Glasgow)
- Little Big Town
- Sam Hunt
- Maddie & Tae (Londres y Dublín)
- Eric Church
- Kacey Musgraves
- Chris Stapleton
- Andrew Combs (Glasgow y Londres)

### 2017
- Brad Paisley
- Chris Young
- Jennifer Nettles
- Cam (Dublín & Glasgow)
- Reba McEntire
- Darius Rucker
- Hunter Hayes
- Dan + Shay (Londres y Dublín)
- Zac Brown Band
- Marty Stuart
- Maren Morris
- Brothers Osborne (Glasgow y Londres)
- Chase Bryant
- Cassadee Pope
- Seth Ennis
- Bailey Bryan
- Jana Kramer
- Lucie Silvas
- Drake White

### 2018
- Brad Paisley
- Chris Young
- Jennifer Nettles
- Cam (Dublín y Glasgow)
- Reba McEntire
- Darius Rucker
- Hunter Hayes
- Dan + Shay (London y Dublín)
- Zac Brown Band
- Marty Stuart
- Maren Morris
- Brothers Osborne (Glasgow y London)
- Cam
- Chase Bryant
- Cassadee Pope
- Seth Ennis
- Bailey Bryan
- Jana Kramer
- Lucie Silvas
- Drake White
- Kacey Musgraves
- Sugarland
- Kip Moore
- Luke Combs
- Little Big Town
- Emmylou Harris
- Margo Price
- Midland
- Brett Young
- Morgan Evans
- Ashley Campbell
- Lukas Nelson
- Jillian Jaqueline
- Ashley McBryde
- Walker Hayes
- Russell Dickerson
- Lindsay Ell
- Morgan Evans
- Ryan Kinder
- Delta Rae
- Catherine McGrath

### 2019
- Keith Urban
- Brett Eldredge
- Cam
- Chase Rice
- Lady Antebellum
- Hunter Hayes
- Dustin Lynch
- Carly Pearce
- Caroline Jones (Dublín)
- Chris Stapleton
- Lyle Lovett
- Ashley McBryde
- Drake White